# Харт и Харт: два Харта в темпе 3/4
«Харт и Харт: два Харта в темпе 3/4» (англ. Hart To Hart: Two Harts In 3/4 Time) — телевизионный художественный фильм, один из восьми фильмов, являющихся продолжением американского сериала «Супруги Харт».

## Сюжет
Джонатан Харт, миллионер, и его супруга, Дженнифер, журналистка, в свободное время ради развлечения занимаются детективными расследованиями. Получив в наследство от своего камердинера Макса часы, они и не подозревали, что окажутся в центре опасных и непредсказуемых событий.

## В ролях
- Роберт Вагнер — Джонатан Харт
- Стефани Пауэрс — Дженнифер Эдвардс-Харт
- Джоан Коллинз — леди Камилла
- Себастьян Кох — Курт
- Даниэла Амавиа — Мари